# Vaudricourt (Pas-de-Calais)
Vaudricourt é uma comuna francesa na região administrativa de Altos da França, no departamento de Pas-de-Calais. Estende-se por uma área de 2,99 km². Em 2010 a comuna tinha 1 033 habitantes (densidade: 345,5 hab./km²).